# Seppo Ylä-Herttuala
Seppo Pasi Antero Ylä-Herttuala, född 5 januari 1957 i Tammerfors, är en finländsk läkare.
Ylä-Herttuala blev medicine doktor 1987. Han utnämndes 1990 till docent i medicinsk biokemi vid Tammerfors universitet och verkade 1992–1995 som äldre forskare vid Finlands Akademi. 1995 blev han professor i molekylär medicin vid A.I. Virtanen-institutet för molekylära vetenskaper i Kuopio. År 2005 påbörjade han en femårs forskarprofessur vid Finlands Akademi.
Ylä-Herttuala har gjort sin vetenskapliga insats inom området ateroskleros, där han befinner sig i den internationella frontlinjen. Under de senaste åren har han koncentrerat sig på genöverföringsmetoder. År 2009 erhöll han Matti Äyräpää-priset.